# Samsung Galaxy Z Fold5
Das Samsung Galaxy Z Fold5 ist ein faltbares Smartphone des südkoreanischen Herstellers Samsung Electronics. Das Foldable wurde beim Samsung Unpacked Event in Seoul am 26. Juli 2023 vorgestellt.

## Design
Das Design des Galaxy Z Fold5 ist ähnlich zu dem der Vorgänger. Das Smartphone besteht aus zwei durch ein Scharnier verbundene Teile. Außen befindet sich auf dem linken Teil oben links das Kameraelement, bestehend aus drei untereinander angeordneten Linsen, der Blitz befindet sich nun rechts daneben. Die Rückseite und das äußere Bildschirmglas sind aus Corning Gorilla Glass Victus 2 gefertigt. Am oberen Rand des Außendisplays befindet sich eine der beiden Frontkameras. Auf der Innenseite des Foldables befindet sich das Innendisplay im Tablet-Format. Auf dem rechten Teil der Innenseite befindet sich dann wieder die Frontkamera unter dem Display. Da Samsung ein neues Scharnier verwendet, konnte die Lücke zwischen den beiden Displayhälften im zusammengeklappten Zustand behoben werden.

## Technische Daten

### Kamera und Display
Das Kameraelement des Galaxy Z Fold5 auf der Rückseite besteht aus der Haupt-, Ultraweitwinkel- und Telekamera. Die Hauptkamera verfügt über eine f/1.8-Blende, OIS und einen Autofokus, die 12-Megapixel Hauptkamera kommt mit einer f/2.2-Blende und einem 123°-Sichtfeld. Die 10-Megapixel Telekamera hat dann eine f/2.4-Blende sowie 3-fach optischen Zoom. Samsung verbaut auch beim Galaxy Z Fold5 wieder eine Frontkamera unter dem Innendisplay, diese löst mit 4 Megapixel auf und hat eine f/1.8-Blende, die Frontkamera auf dem Außendisplay hat eine Auflösung von 10 Megapixel und eine f/2.2-Blende. Das Smartphone verfügt über zwei Displays. Das 6,2 Zoll große Dynamic-AMOLED-Display auf der Außenseite löst mit 2316×904 Pixel auf und hat eine Bildwiederholrate von 120 Hertz. Im Inneren des Foldables befindet sich das 7,6 Zoll große Dynamic-AMOLED-2X-Display, mit einer XGA+-Auflösung von 2176×1812 Pixel, einer adaptiven Bildwiederholrate von 1–120 Hertz, außerdem hat Samsung die Helligkeit auf 1.750 Nits in der Spitze gesteigert.

### Leistung, Akku und Aufladen
Als Prozessor kommt im Galaxy Z Fold5 der Flaggschiffprozessor Qualcomm Snapdragon 8 Gen 2 for Galaxy zum Einsatz. Das Foldable verfügt über 12 GB Arbeitsspeicher, dazu kommen wahlweise 256, 512 GB oder 1 TB Interner Speicher. Der Akku des Smartphones hat eine Kapazität von 4400 mAh. Kabelgebunden wird das Foldable mit 25 Watt geladen, Wireless Charging und Reverse Wireless Charging werden unterstützt.

### Software, Sonstiges und Kritik
Das Galaxy Z Fold5 erschien mit Android 13 und der Benutzeroberfläche One UI 5.1.1. Laut Samsung soll es vier Jahre garantierte Android-Updates und fünf Jahre Sicherheitsupdates erhalten. Das Foldable verfügt über Dual-SIM via eSIM, Bluetooth 5.2, NFC, sowie USB Typ-C 3.2 Gen 2, außerdem unterstützt es Samsung DeX, WiFi 6E und den Mobilfunkstandard 5G. Eine Besonderheit ist, dass das Smartphone IPX8 wassergeschützt ist, was bei Foldables noch immer ungewöhnlich ist. Außerdem unterstützt das Galaxy Z Fold5 den Stylus S Pen, der allerdings nur in einem eigenen Case untergebracht werden kann. Kritikpunkte sind die vergleichsweise geringe Ladegeschwindigkeit von 25 Watt sowie die Hitzeentwicklung bei aufwendigen Aufgaben.

## Preise und Verfügbarkeit
Das Samsung Galaxy Z Fold5 war ab der Vorstellung am 26. Juli 2023 vorbestellbar und kam am 11. August in den Handel. Je nach Speicher war das Galaxy Z Fold5 bei Marktstart für 1899 €, 2019 € oder 2259 € erhältlich.
| Modell                 | Speicher | Bei Marktstart |
| ---------------------- | -------- | -------------- |
| Samsung Galaxy Z Fold5 | 256 GB   | 1899 €         |
| Samsung Galaxy Z Fold5 | 512 GB   | 2019 €         |
| Samsung Galaxy Z Fold5 | 1 TB     | 2259 €         |